# Hatakeyama Yoshinori
Hatakeyama Yoshinori (畠山義慶?; 1554 – 1574) è stato un samurai giapponese del periodo Sengoku, decimo capo del clan Noto-Hatakeyama della provincia di Noto.

## Biografia
Erede di Hatakeyama Yoshitsuna, divenne il decimo capo del clan. Riprese il controllo del clan dopo che dei servitori cacciarono il padre ed il nonno. Tuttavia fu coinvolto ed ucciso nelle faide interne al clan nel 1574, probabilmente dal clan Cho. 
Fu succeduto dal fratello Hatakeyama Yoshitaka.